# Химелсталундсхален
Химелсталундсхален (швед. Himmelstalundshallen) је дворана стационирана у граду Норћепингу, Шведска. Углавном се користи за хокејашке утакмице, а свечано отварање обављено је 1977. године. Поред хокеја, који је главна активност у дворани, може је играти и дворански фудбал, дворански бенди и рукомет. Максималан капацитет дворане је до 4.500 особа. Једно од полуфинала Мелодифестивалена 2009. одржало се у овој дворани, као и неколико утакмица Светског првенство у рукомету 2011.. Током Европског првенства у кошарци 2003. једна од група се такмичила у овој дворани.